# Saint-Alban-du-Rhône
Saint-Alban-du-Rhône là một xã của tỉnh Isère, thuộc vùng Auvergne-Rhône-Alpes, đông nam nước Pháp.